# Bret M. Whitney
Bret Meyers Whitney (* 27. November 1955) ist ein US-amerikanischer Ornithologe, Bioakustiker und Leiter von Vogelerkundungstouren.

## Leben
Nach der Absolvierung des Earlham College in Richmond, Indiana, verzichtete Whitney in den 1970er Jahren auf ein Doktoranden-Stipendium an der Pennsylvania State University und auf eine akademische Laufbahn, um in der aufstrebenden Ökotourismus-Branche als Feldführer für Vogelbeobachtungsexkursionen Fuß zu fassen. 1985 gehörte er zu den Mitbegründern des Ökotourismus-Unternehmens Field Guides in Houston, Texas, das vornehmlich Vogelerkundungsreisen nach Brasilien anbietet. In der Folgezeit entwickelte sich Whitney zu einem der weltweit führenden Experten der brasilianischen Avifauna, der zahlreiche neue Arten und Unterarten entdeckte und beschrieb, darunter den Plantagenschlüpfer (Acrobatornis fonsecai), Epinecrophylla amazonica dentei (Unterart des Amazonasameisenschlüpfers), den Caatinga-Ameisenfänger (Herpsilochmus sellowi), den Aripuanaameisenfänger (Herpsilochmus stotzi), den Gelbbrust-Ameisenfänger (Herpsilochmus gentryi), den Schwarzmantel-Faulvogel (Nystalus obamai), Thamnophilus stictocephalus parkeri (Unterart des Tapajosameisenwürgers) und den Divisorameisenwürger (Thamnophilus divisorius). 
Whitney ist wissenschaftlicher Mitarbeiter am Museum of Natural Science der Louisiana State University und Bioakustiker am Cornell Lab of Ornithology. Er hat ein besonderes Gespür für Vogelstimmenaufzeichnungen unbeschriebener Arten. Dies führte zur Entdeckung des Steineiben-Madagaskarsängers (Cryptosylvicola randrianasoloi), den Whitney im November 1992 zunächst nur akustisch wahrnahm. Im Dezember 1992, im Januar 1993 sowie im Oktober 1993 sammelten Olivier Langrand, Mike Putnam und Steven M. Goodman die Typusexemplare. 1996 erfolgte die wissenschaftliche Erstbeschreibung durch Whitney, Langrand und Goodman.
Whitney veröffentlichte die Tier- und Vogelstimmen-Hörbücher Sounds of Neotropical Rainforest Mammals: An Audio Field Guide (mit Louise H. Emmons), Voices of New World Parrots, Songs of the Antbirds: Thamnophilidae, Formicariidae, and Conopophagidae und Voices of Costa Rican Birds: Caribbean Slope.

## Ehrungen und Dedikationsnamen
Im Jahr 2004 erhielt Whitney den Ludlow Griscom Award der American Birding Association. 1995 beschrieben Luiz Pedreira Gonzaga und José Fernando Pacheco den Bahiadickichtschlüpfer als Synallaxis whitneyi. Eine im Jahr 2014 veröffentlichte Studie kam jedoch zu dem Schluss, dass Synallaxis whitneyi ein Juniorsynonym von Synallaxis cinerea Wied, 1831 ist. 2020 wurde der Ampaytapaculo (Scytalopus whitneyi) aus Peru nach Whitney benannt.